# 코파 데 라 에스파냐 리브레
코파 데 라 에스파냐 리브레(스페인어: Copa de la España Libre, 자유 스페인 컵), 혹은 코파 데 라 에스파냐 리브레 - 트로페오 프레시덴테 데 라 레푸블리카(스페인어: Copa de la España Libre – Trofeo Presidente de la República 자유 스페인 컵 - 공화국 대통령의 트로피)는 스페인의 스페인 제2공화국 시절, 스페인 내전 중에 공화파 점령지에서 열린 대회다. 이 대회는 1937년 6월과 7월에 진행되었고, 레반테가 우승을 거두었다.

## 역사
본래 지중해 리그의 상위 4개 구단이 참가할 예정이었으나, 바르셀로나는 이 대회에 참가하는 대신에 멕시코와 미국에서 순회 친선경기를 펼치기로 결정했다. 그에 따라, 리그에서 5위를 차지한 레반테가 대회에 대신 참가했다. 이 대회에 참가한 나머지 구단들은 발렌시아 에스파뇰, 그리고 지로나가 있었다. 이 대회의 1라운드에서는 네 구단이 서로 리그전을 펼쳐 상위 2개 구단이 결선에 올라가는 것으로, 레반테와 발렌시아가 결선에 진출했다.
70년 넘게, 레반테는 이 대회 우승을 코파 델 레이 우승과 동급으로 인정받는 데에 실패했다> 그러나, 스페인 하원은 스페인 왕립 축구 연맹에게 레반테의 우승 기록 인정을 촉구했으나, 스페인 축구의 행정 부서는 아직도 인정할 것인지 결정을 내리지 않았다.

## 조별 리그 순위
| 선수단   | 전 | 승 | 무 | 패 | 득 | 실 | 점 |
| -------- | -- | -- | -- | -- | -- | -- | -- |
| 레반테   | 6  | 3  | 2  | 1  | 18 | 9  | 8  |
| 발렌시아 | 6  | 2  | 2  | 2  | 12 | 13 | 6  |
| 에스파뇰 | 6  | 3  | 0  | 3  | 12 | 16 | 6  |
| 지로나   | 6  | 0  | 4  | 2  | 11 | 15 | 4  |

## 결승전
| 레반테 | 1 – 0 | 발렌시아 |
| ------ | ----- | -------- |
|        |       |          |

| 코파 데 라 에스파냐 리브레 1937 우승 |
| ------------------------------------ |
| 레반테 1번째 우승                    |